# Зиятдинова, Флюра Газизовна
Флюра Газизовна Зиятдинова (18 февраля 1947 года, город Казань — 1 марта 2011 года) — государственный и политический деятель. Депутат третьего созыва Государственной думы, член депутатской группы «Регионы России», заместитель председателя комитета по международным делам.

## Биография
Флюра Газизовна родилась 18 февраля 1947 года в Казани.
Завершила обучение и получила диплом о высшем образовании Казанского государственного университета, на вечернем отделении. Позже защитила докторскую диссертацию по социологии. Доктор социологических наук.
После окончания школы начала работать на автотранспортном предприятии Nо 1 в городе Казани, трудилась диспетчером, позже работала экономистом. Одновременно получала высшее образование в университете.
С 1982 по 1983 годы являлась секретарём Нижнекамского горкома КПСС. В 1983 году назначена на должность секретаря Казанского горкома КПСС. Проработала до 1988 года.
С 1988 по 1992 годы трудилась заведующей кафедрой в Татарском институте усовершенствования учителей.
С 1992 года на протяжении пяти лет работала в должности заместителя министра внешних экономических связей Республики Татарстан. В 1997 году назначена на должность заместителя директора Департамента внешних связей Президента Республики Татарстан — начальника Управления государственного протокола.
В декабре 1999 года на выборах депутатов Государственной думы третьего созыва избрана депутатом по Нижнекамскому избирательному округу № 25. В Государственной Думе занимала пост заместителя председателя Комитета по международным делам. Член депутатской группы «Регионы России». Полномочия завершены в 2003 году.
В 2004 году на выборах в Государственный Совет Татарстана одерживает победу и становится депутатом. Работает в должности заместителя председателя комитета по государственному строительству и местному самоуправлению. Внесла значительный вклад в развитие местного самоуправления в Татарстане.
Последние годы жизни отдала работе в Казанском государственном финансово-экономическом институте, была заведующей кафедрой философии и социологии, руководила разработкой научного направления по изучению тенденций развития образования в Российской Федерации.
Профессор, член Российской Академии социальных наук, специалист в области социологии образования, культуры и науки.
Была замужем. Супруг — Ренат Хасанович, доцент Казанского Технологического Университета. Воспитала сына.

## Награды
- Медаль ордена «За заслуги перед Отечеством» I степени;
- Медаль ордена «За заслуги перед Отечеством» II степени;
- Медаль «В память 1000-летия Казани»;
- Заслуженный работник культуры Республики Татарстан;
- Почётная грамота Республики Татарстан.